# Stand Watie
Stand Watie (Oothcaloga, 12 december 1806 — Delaware County (Pennsylvania), 9 september 1871), ook bekend onder de naam Standhope Uwatie en Isaac S. Watie was een Amerikaanse indianenleider en de enige inheemse Amerikaan die tijdens de Amerikaanse Burgeroorlog tot de rang van brigadegeneraal opklom in het Zuidelijke leger. Hij leidde een eenheid van Indian cavalry die samengesteld was uit Cherokee, Muscogee en Seminole.

## Vroege jaren
Stand Watie werd geboren op 12 december 1806 in Oothcaloga in wat nu Calhoun, Georgia is. Hij was de zoon van Uwatie (wat "de oude" betekend in het Cherokee) en Sussana Reese die een blanke vader en een Cherokee moeder had. Hij kreeg de naam Degataga, wat "standvastig" zou betekenen. Hij had nog twee broers, Galligana die later de naam Elias Boudinot zou aannemen en Thomas Watie en een zus. In 1827 was zijn vader een rijke plantage-eigenaar geworden die verschillende slaven inzette op zijn bedrijf.
Toen Uwatie zich had bekeerd tot het christendom gebruikte hij David als voornaam en werd zijn oudste zoon Isaac genoemd. Degataga gebruikte tijdens zijn leven "Stand", wat een vrije vertaling van zijn Cherokee naam was.  Later zou de familienaam veranderen in Watie toen ze de "U" lieten vallen in de schrijfwijze. Zijn twee broers, zijn zus en hijzelf leerden lezen en schrijven in de Moravische missieschool in Spring Place.
Stand Watie schreef soms artikels voor de Cherokee Phoenix, waar zijn oudere broer Elias redacteur van was tussen 1828 en 1832. Dit was de eerste inheems Amerikaanse krant met artikels in zowel het Engels en als in het Cherokee.
Watie raakte betrokken bij een conflict tussen inheemse Amerikanen en kolonisten. Toen er in het noorden van Georgia goud werd gevonden, kwamen er duizenden kolonisten naar inheems Amerikaanse gronden. Om het conflict op te lossen werd er in het Amerikaans congres in 1830 de zogenaamde Indian Removal Act gestemd. Volgens deze wet zouden alle inheemse Amerikanen in het gecontesteerd gebied naar nieuwe gronden ten westen van de Mississippi moeten verhuizen. In 1832 confisceerde Georgia het grootste deel van het Cherokee thuisland. De militie sloot de kantoren van de Cherokee Phoenix en vernietigde hun drukpers omdat ze artikels hadden geschreven die ingingen tegen de confiscaties.
Stand Watie en zijn broers waren sterke voorstanders van diplomatie om hun rechten te vrijwaren. Daarom maakten ze deel uit van de delegatie die het verdrag van New Echota onderhandelde en ondertekende.

## Indian Territory
In 1835 emigreerden Watie en zijn familie naar Indian Territory (hedendaags Oklahoma). Ze sloten zich aan bij Cherokee die begin de jaren 1820 al naar deze gebieden waren vertrokken. De Cherokee die achterbleven op de voorouderlijke gronden werden met geweld verjaagd door de Amerikaanse regering in 1838. Hun tocht zou later bekend worden als de "Trail of Tears". 4.000 mensen stierven onderweg.
De stamhoofden beschouwden het verlies van hun gronden als een zware misdaad.. Stand Watie, zijn broer Elias Boudinot en verschillende anderen die het verdrag van New Echota hadden ondertekend werden op 22 juni 1839 ter dood veroordeeld. Alleen Stand Watie zou overleven. Hij stuurde de kinderen van zijn broer naar familie van zijn moeder in Connecticut. Zij was in 1836 reeds overleden.
In 1842 doodde Watie James Foreman. Hij had de hand in de executie van zijn oom. Als wraak zouden aanhangers van Foreman Thomas Watie ombrengen in 1845.
Op 18 januari 1842 huwde hij met Sarah Bell. Ze kregen samen 3 zonen, Saladin, Solon en Cumiska en twee dochters Minnee en Jacqueline.
In de jaren 1850 moest Stand Watie zich verantwoorden voor een rechtbank in Arkansas voor de moord op Foreman. Hij werd vrijgesproken omdat er volgens de rechter sprake was van wettige zelfverdediging. Hij werd verdedigd door zijn neef, E. C. Boudinot, die advocaat was.

## Amerikaanse Burgeroorlog

### De Cherokee raken verdeeld
Om de eenheid van zijn volk te vrijwaren ondertekende chief John Ross in 1861 een document waarbij hij formeel een bondgenootschap sloot met de Geconfedereerde Staten van Amerika. Als snel bleek dat de overeenkomst nadelig was voor de Cherokee. Ross en een deel van de nationale raad vertrokken in de zomer van 1862 naar Kansas die in Noordelijke handen was. Hij reisde door naar Washington D.C. om een ontmoeting te hebben met president Abraham Lincoln. Na de vlucht van Ross verving Watie hem als principal Chief of stamhoofd van de Cherokee. Tom Pegg werd stamhoofd van de Cherokee die onder Noordelijke bescherming stonden. Na de emancipatieproclamatie van Lincoln in januari 1863 riep Pegg de Cherokee National Council bijeen. Op 18 februari 1863 namen ze een resolutie aan waarbij alle slaven binnen het gebied van de Cherokee de vrijheid kregen. Door de tweespalt brak er openlijke strijd los tussen de Noordelijke en Zuidelijke Cherokee.

### Militaire loopbaan

Vlag van de 1st Cherokee Mounted Rifles

Watie zou de enige inheemse Amerikaan worden die het zou schoppen tot brigadegeneraal in het Confederate States Army. De Cherokee vreesden dat de Noordelijke regering een nieuwe staat in het leven zou roepen waardoor ze opnieuw hun gronden zouden verliezen. Daarom sloten ze vanuit pragmatisch oogpunt een overeenkomst met de Zuidelijke staten, alhoewel slechts 10 procent van de Cherokee slaven had. Watie rekruteerde een regiment van bereden infanterie. Hij werd in oktober 1861 tot kolonel benoemd van de 1st Cherokee Mounted Rifles.
Hoewel Waties regiment vooral tegen de Noordelijken vocht, werden er ook confrontaties uitgevochten tussen Noordelijke en Zuidelijke Cherokee. Er werd ook strijd geleverd tegen de Muscogee, Seminole en andere inheemse volkeren die met de Noordelijken sympathiseerden. Watie speelde ook een belangrijke rol tijdens de Slag bij Pea Ridge tussen 6 en 8 maart 1862. Zijn regiment stond onder het algemeen bevel van generaal-majoor Benjamin McCulloch. Ze slaagden erin om vijandelijke artillerie te veroveren en dekten de Zuidelijke aftocht toen de slag verloren was. Tijdens de slag liep een deel van de cherokee over naar de andere zijde. Kolonel John Drew, een neef van John Ross, bleef echter trouw aan de Zuidelijke zaak.
Toen in augustus 1862 John Ross vetrokken was naar Fort Leavenworth werd Watie verkozen tot stamhoofd van de overgebleven Cherokee. Watie bleef ook bevelhebber van wat er overbleef van zijn oorspronkelijk regiment. Op 10 mei 1864 werd hij bevorderd tot brigadegeneraal.  Hij kreeg het bevel over de First Indian Brigade in het Army of the Trans-Mississippi. Deze brigade bestond uit twee regimenten van bereden infanterie en drie infanteriebataljons met Cherokee, Seminole en Osage. 
Zijn brigade vocht mee in een reeks van schermutselingen en veldslagen in het Indian Territory, Arkansas, Missouri, Kansas en Texas. Ze namen ook deel aan wat misschien de grootste Zuidelijke overwinning was in Indian Territory, namelijk de Tweede slag bij Cabin Creek die plaats vond op 19 september 1864. Samen met brigadegeneraal Richard Montgomery Gano veroverden ze een Noordelijke goederentrein die goederen, voorraden en muilezels met een geschatte waarde van ongeveer 1 miljoen dollar vervoerde.
In februari 1865 kreeg Watie het bevel over de Indian Division hoewel de Zuidelijken niet langer over de middelen beschikten om de strijd in de Indian Territory verder te zetten. Op 23 juni 1865 ondertekende Watie in Doaksville een staakt-het-vuren. Hij was een van de laatste Zuidelijke generaal die capituleerde.
Na zijn demobilisatie in september 1865 keerde Watie terug naar Texas waar zijn vrouw en kinderen verbleven.

## Latere jaren
Na de oorlog was Watie lid van de Cherokee Delegation die onderhandelde met de Verenigde Staten omtrent hun rechten en plichten als inheemse Amerikanen.

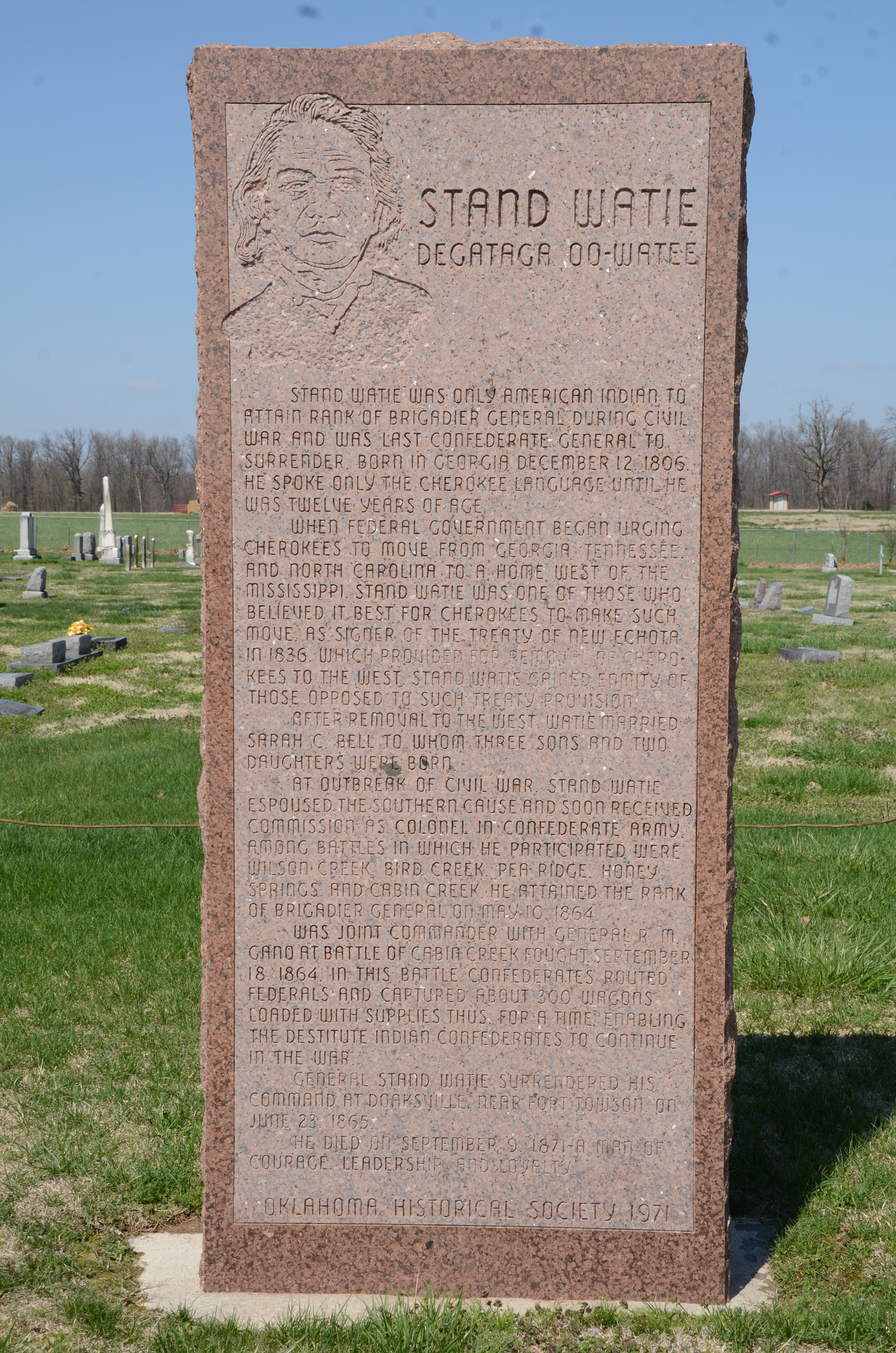
Gedenksteen voor Stand Watie

De Amerikaanse overheid zag al snel in dat het onmogelijk was om met alle Cherokee tot een akkoord te komen. De interne strijd bij de Cherokee was door de oorlog te groot geworden. De overheid speelde daarop in door de rivaliserende facties tegenover elkaar uit te spelen en concessies los te weken.  Het daaropvolgende verdrag stelde dat de Cherokee al hun slaven hun vrijheid moest geven. De modaliteiten en compensaties verschillenden voor de twee facties. Op 19 juli 1866 werd het verdrag ondertekend door John Ross. Op 27 juli werd het verdrag geratificeerd door de Amerikaanse senaat.
De Cherokee bleven sterk verdeeld en een nieuw stamhoofd werd verkozen. Lewis Downing was een compromiskandidaat. Hij slaagde erin de Cherokee te herenigen. Watie bleef nu ver van het politieke toneel. Hij keerde terug naar Honey Creek waar hij op 9 september 1871 overleed. Hij werd begraven op de old Ridge Cemetery die later de Polson's Cemetery werd in Delaware County, Oklahoma.

## Militaire loopbaan
- Colonel: 12 juli 1861[2]
- Brigadier General: 6 mei 1864[2]